# 로이스그라이츠

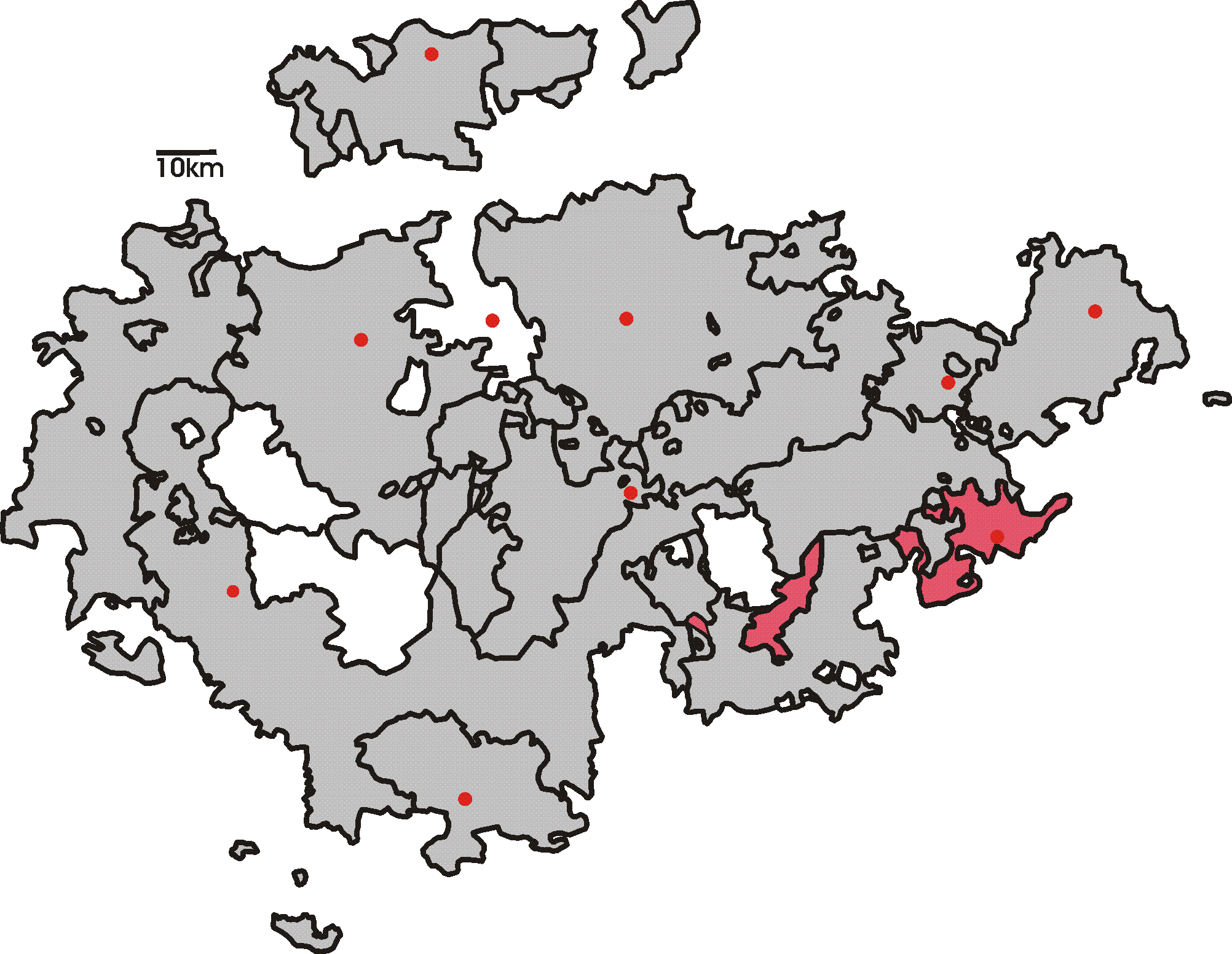
튀링겐 주 지도에 표시된 로이스그라이츠 후국의 위치

로이스그라이츠 후국(독일어: Fürstentum Reuß-Greiz) 또는 로이스 형계 후국(독일어: Fürstentum Reuß älterer Linie)은 1778년부터 1918년까지 독일 튀링겐주에 있던 영방이자 후국으로 수도는 그라이츠이며 면적은 316.7km2(1905년 당시 기준), 인구는 70,590명(1905년 당시 기준)이다.

국기
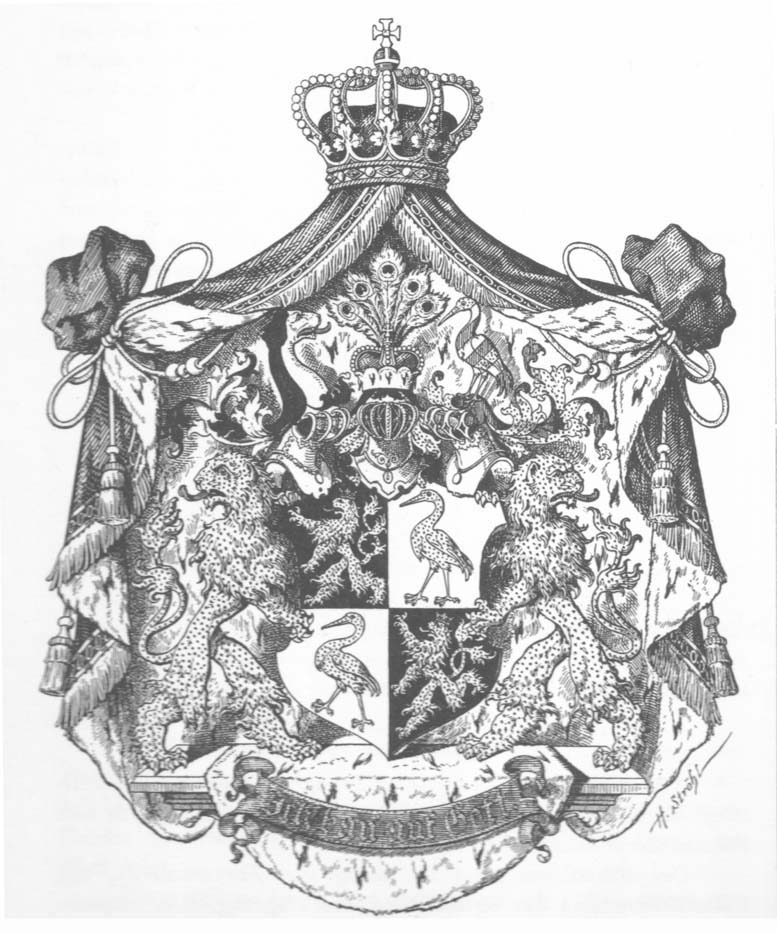
국장

## 역사
1778년 로이스 가문이 통치하는 후국이 되었으며 1815년에는 독일 연방, 1866년에는 북독일 연방에 가입했다. 1871년에는 독일 제국의 한 영방(領邦)이 되었다. 1919년 로이스 공화국이 수립되었으며 1920년 튀링겐주에 합병되었다. 1927년 마지막 군주 하인리히 24세가 49세의 나이로 독신으로 사망하면서, 대가 완전히 끊어진다.
- 역대 군주
  - 1790년 - 1800년 하인리히 11세 (1722-1800)
  - 1800년 - 1817년 하인리히 13세 (1747-1817)
  - 1817년 - 1836년 하인리히 19세 (1790-1836)
  - 1836년 - 1859년 하인리히 20세 (1794-1859)
  - 1859년 - 1902년 하인리히 22세 (1846-1902)
  - 1902년 - 1918년 하인리히 24세 (1878-1927)

## 같이 보기
- 독일의 국기